# Чакрабонґсе Буванаф

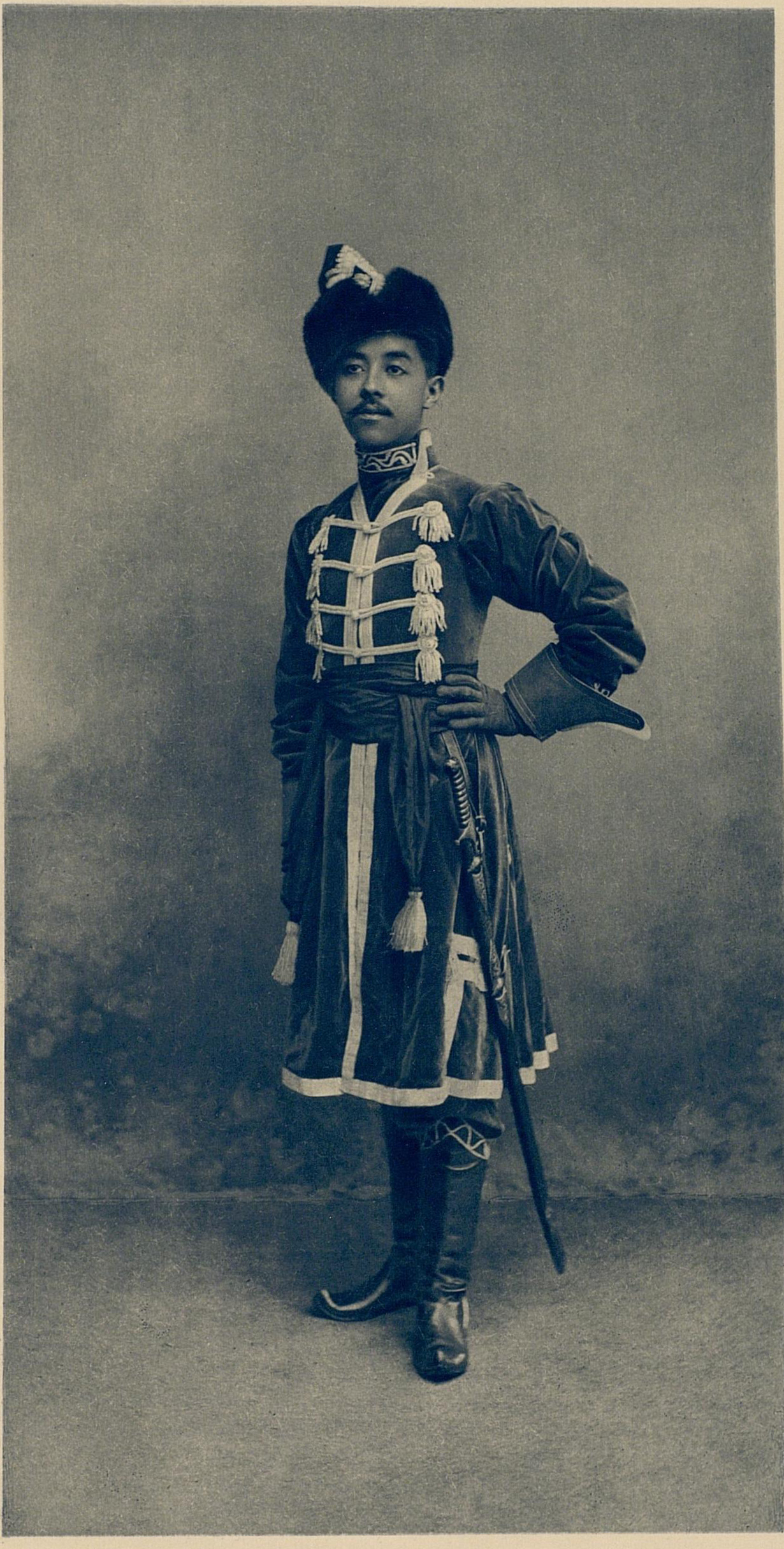
В російському середньовічному костюмі, Костюмований бал 1903 року в Зимовому палаці

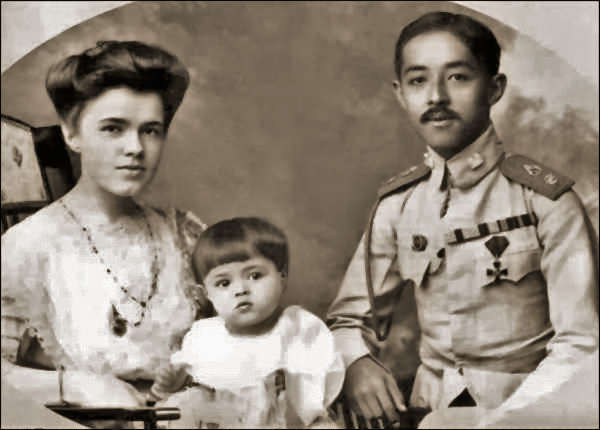
Чакрабонґсе, Катерина Десницька і принц Чула

Чакрабонґсе Буванаф, принц Пітсанулок (тай. สมเด็จพระอนุชาธิราช เจ้าฟ้าจักรพงษ์ภูวนาถ กรมหลวงพิษณุโลกประชานาถ; 3 березня 1883 — 13 червня 1920) — тайський фельдмаршал, син короля Таїланду Рами V Чулалонгкорна, відомий своїми зв'язками з Росією.

## Біографія
Був улюбленою дитиною батьків. Після здобуття початкової освіти в Таїланді був відправлений у Велику Британію (1896), де навчався до 1898 року. З кінця 1897 року вивчав російську мову під керівництвом П. Н. Ардашева, перебувавшого тоді на стажуванні в Англії. Чакрабонґсе був одним з перших сіамців, які вивчили російську мову. Влітку 1898 року відправлений у Санкт-Петербург для навчання у Пажеському корпусі. Король Рама V Чулалонгкорн домовився про навчання сина в Росії під час свого візиту в Петербург в 1897 році. Він радив Миколі II не давати синові потурань і виховувати як справжнього офіцера. Закінчив Пажеський корпус у 1902 році кращим учнем, випущений в лейб-гвардії Гусарський Його Величності полк корнетом. У 1908 році отримав чин полковника Російської імператорської армії. Був нагороджений російським орденом Св. Володимира IV ступеня. За деякими джерелами, закінчив Академію генштабу.
У Росії познайомився з українкою Катериною Десницькою і одружився з нею (1907). У 1908 році у них народився син Чула Чакрабон. За деякими даними, перед шлюбом з Десницькою, укладеним в Константинополі, Чакрабонґсе хрестився в православ'я, але згодом повернувся до буддизму.
Після повернення в Сіам призначений начальником Генерального штабу тайської армії. Вніс великий внесок у розвиток авіації в країні, заснував сіамські королівські ВВС.
Після смерті свого батька і вступу на престол бездітного старшого брата Вачиравуда (Рами VI) Чакрабонґсе став спадкоємним принцом (1910).
Представляв свою країну під час багатьох зарубіжних візитів, зокрема, був присутній на коронації Георга V в червні 1911 року, на шляху в Англію відвідав Росію, зробивши подорож через Далекий Схід і Сибір.
Помер у віці 37 років.

## У мистецтві
Історія кохання принца Чакрабонґсе і Катерини Десницької описана:
- у книзі Паустовського «Далекі роки» (1946);
- у романі Р. Востокової «Нефритове слоненя» (1989);
- у книзі їх онуки, принцеси Таїланду Нариси Чакрабон «Катя і принц Сіаму».

У 2011 році за цією книгою в Єкатеринбурзькому театрі опери і балету був поставлений однойменний балет.

## Документалістика
- Документальный фильм. Сценарий: С. Алексеев. Режиссёр: Д. Марковцев. 2014 г (25.02.2014). Катя и принц. История одного вымысла.  На 39 хвилині. Россия-Культура. {{cite episode}}: Зовнішнє посилання в |credits= (довідка); Пропущений або порожній |series= (довідка) [Архівовано 23 травня 2015 у Wayback Machine.]